# Miguel Jiménez (beisbolista)
Miguel Anthony Jiménez (nacido el 19 de agosto de 1969 en Nueva York) es el ex lanzador estadounidense de origen dominicano que jugó en las Grandes Ligas de Béisbol. Jiménez jugó con los Atléticos de Oakland en 1993 y 1994.

## Números
| JL | IL   | V | D | P  | HP | CP | CLP | JP | BB | EFE  |
| 13 | 61.0 | 2 | 4 | 35 | 65 | 45 | 40  | 14 | 48 | 5.90 |